# Dornbusch (Frankfurt nad Menem)
Dornbusch, Frankfurt-Dornbusch – 27. dzielnica (Stadtteil) miasta Frankfurt nad Menem, w Niemczech, w kraju związkowym Hesja. Należy do okręgu administracyjnego Mitte-Nord.